# 捷列博夫利亞
捷列博夫利亚（羅馬化：Terebovlia，國際音標：[tereˈbɔu̯lʲɐ] ⓘ）是乌克兰西部捷爾諾波爾州捷爾諾波爾區捷列博夫利亚市镇内的城市及该市镇的行政中心，2020年7月18日前为捷列博夫利亞區的行政中心。該市距離州府捷爾諾波爾29公里，面積11平方公里，海拔高度265米，2022年人口数量为13,226人。

## 图集

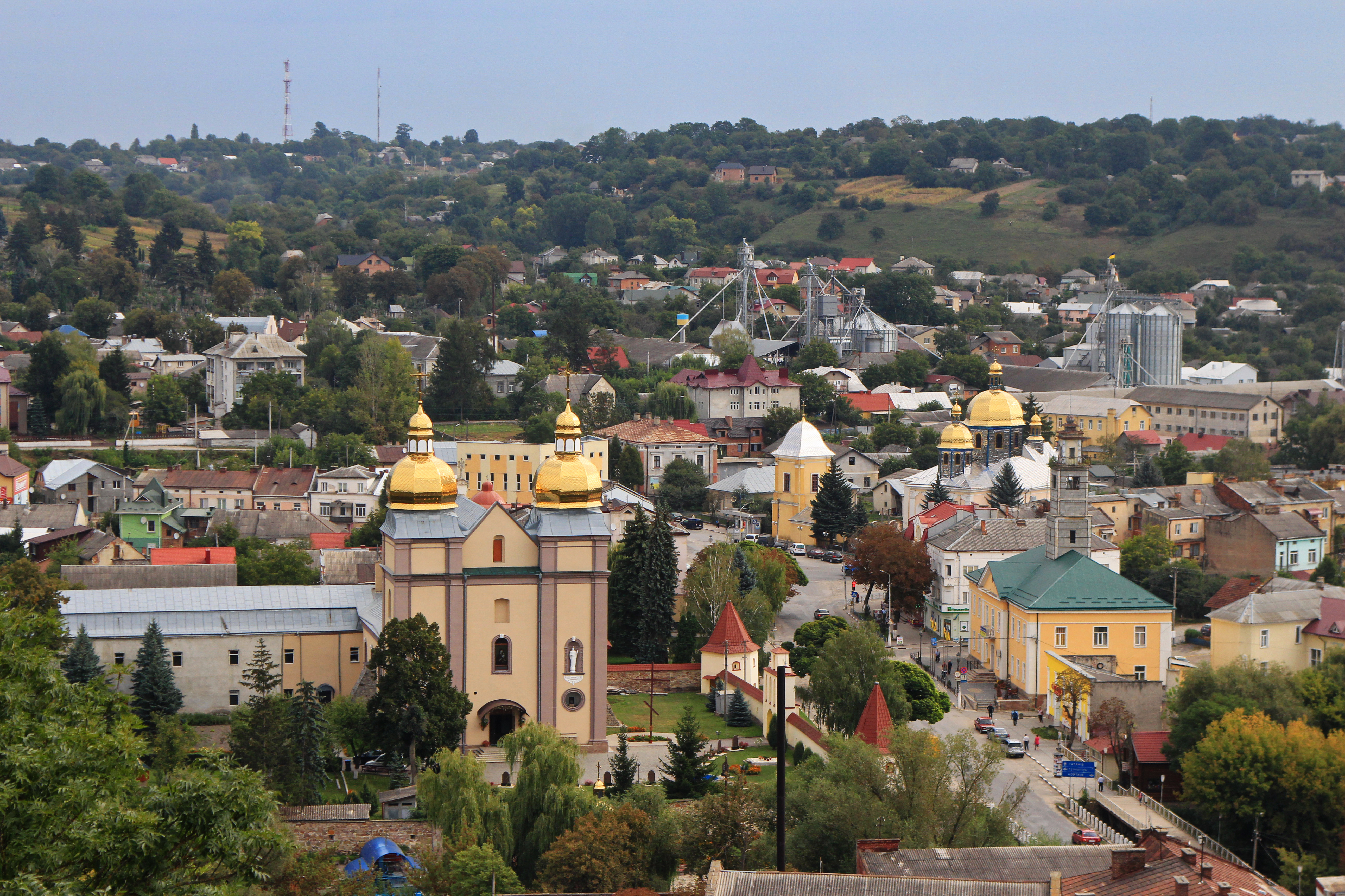
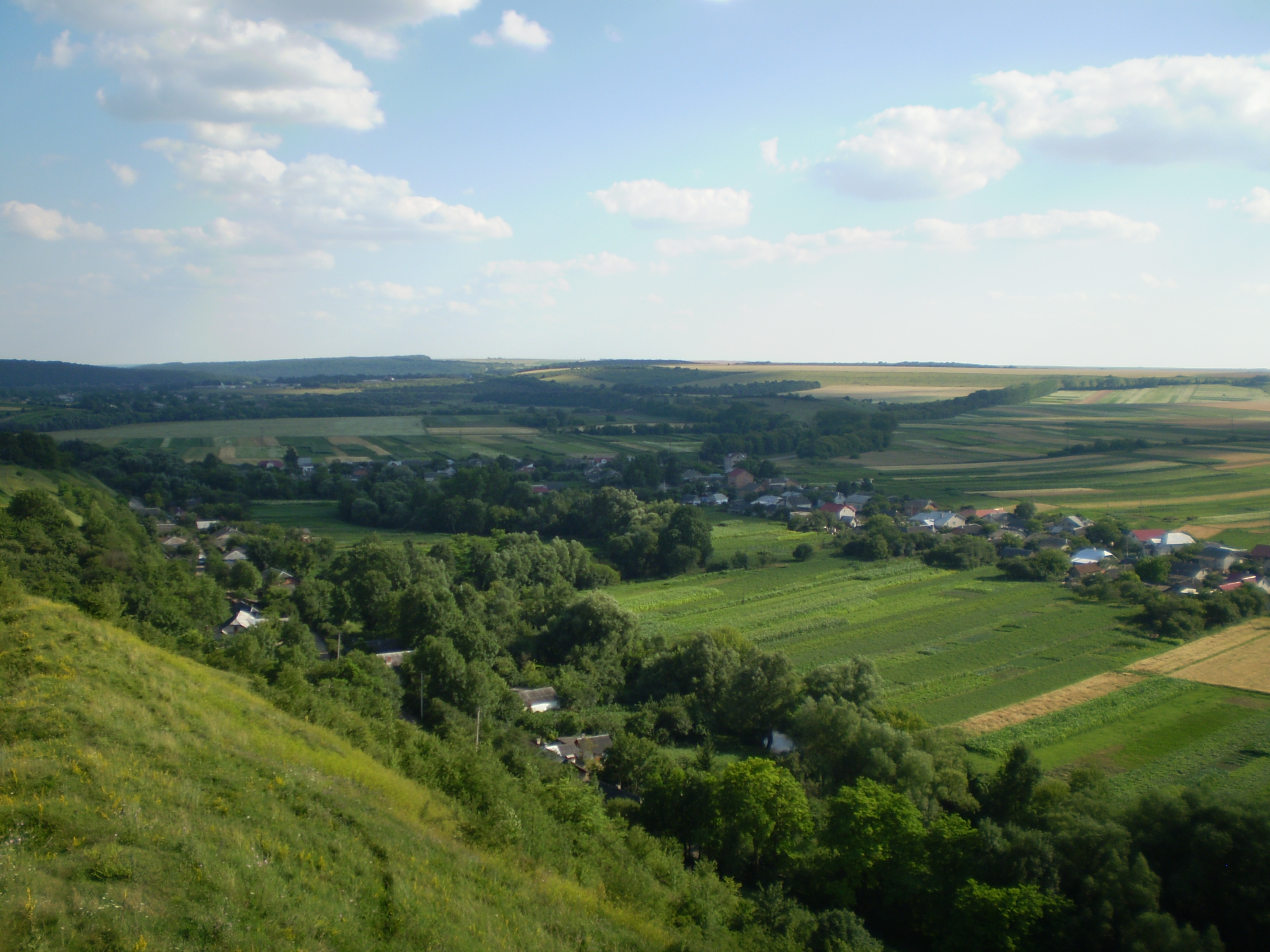
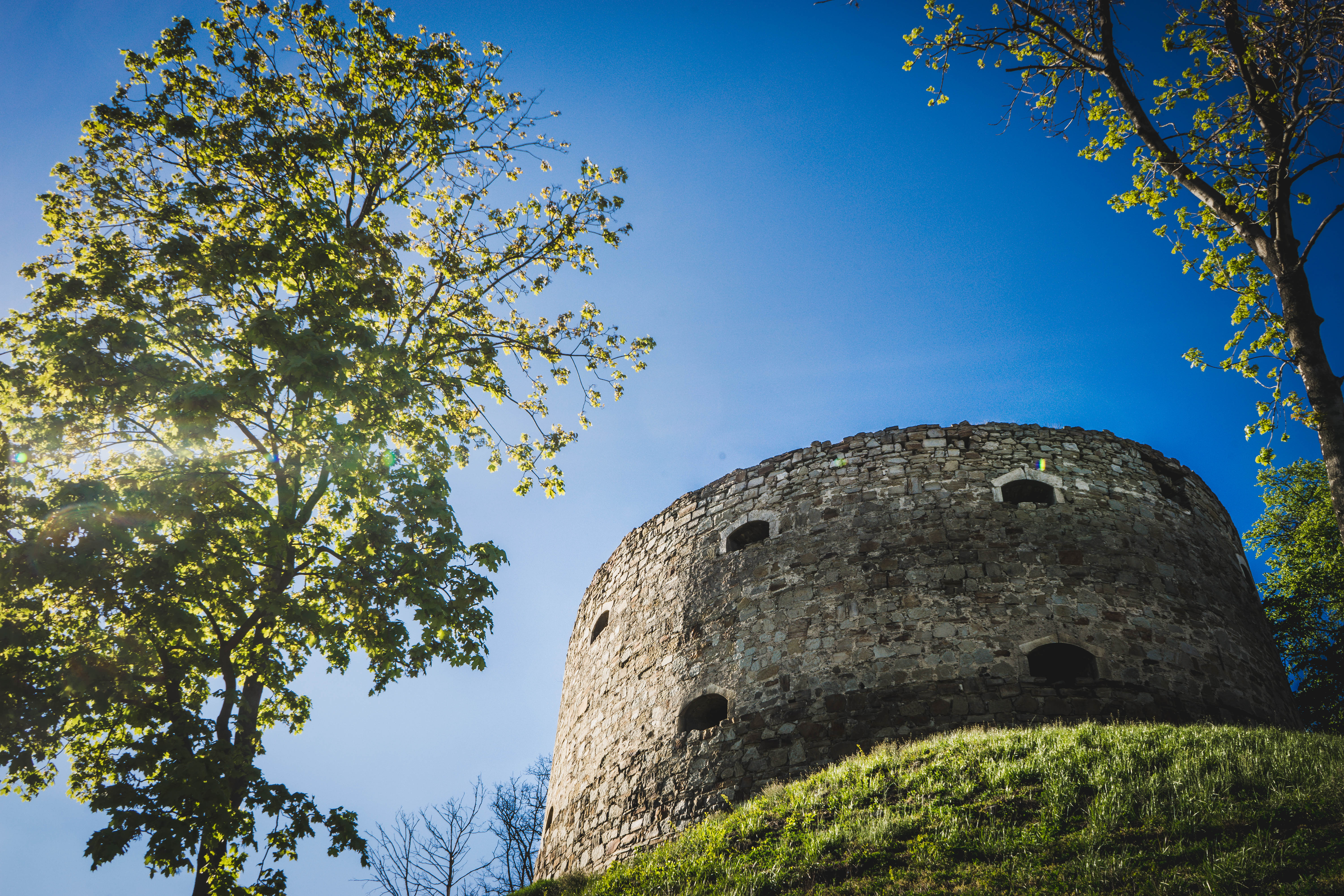
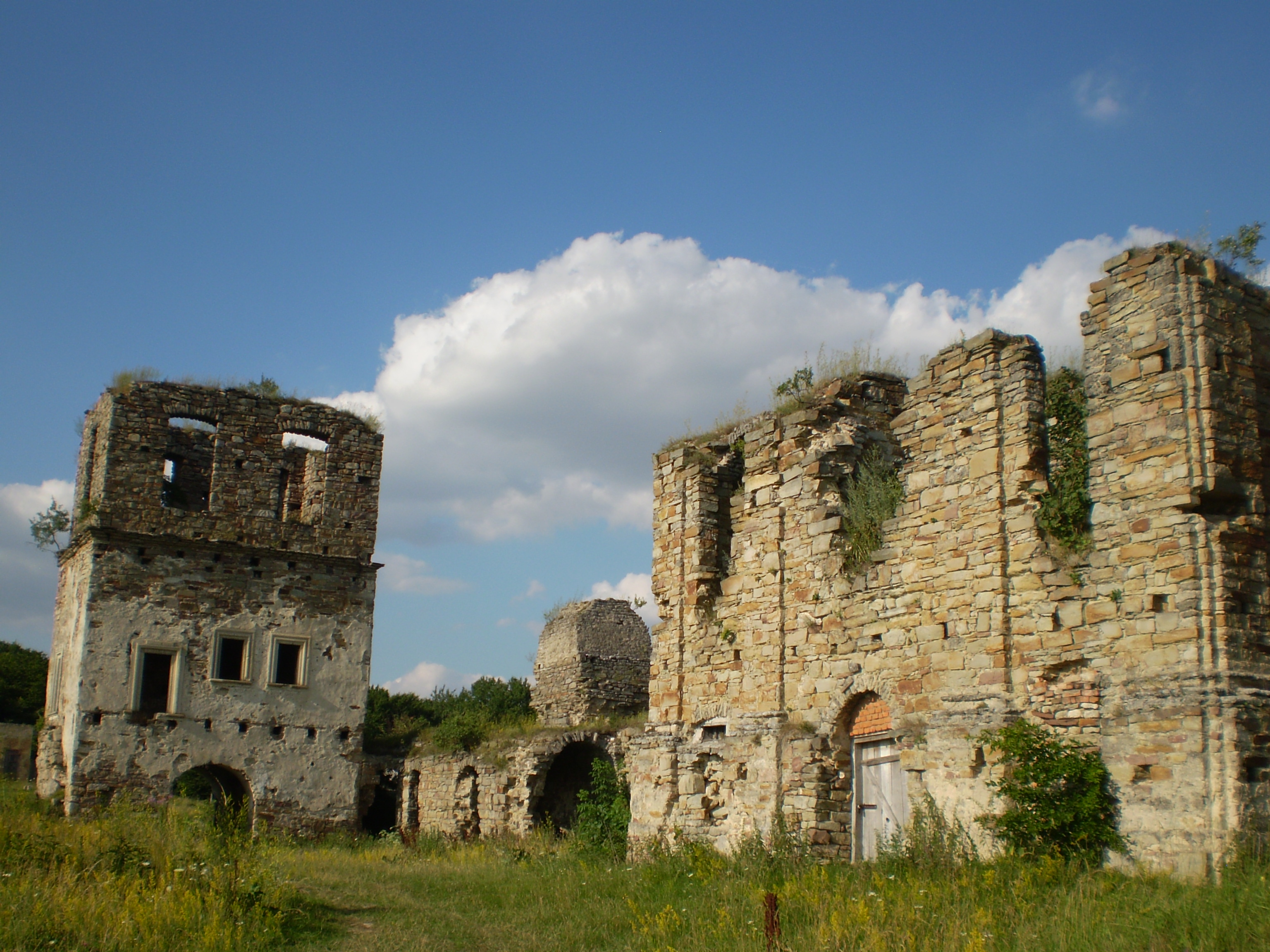
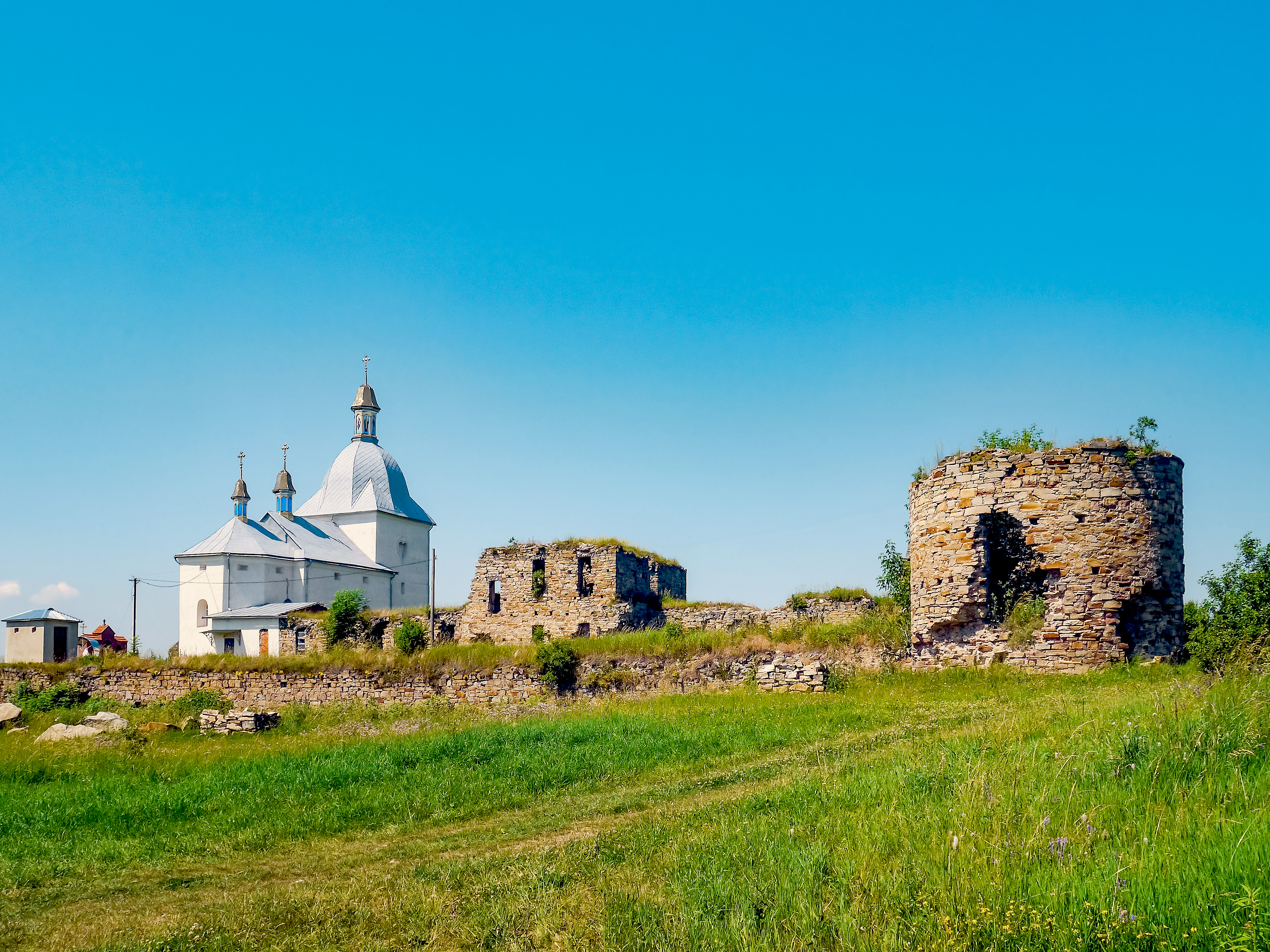
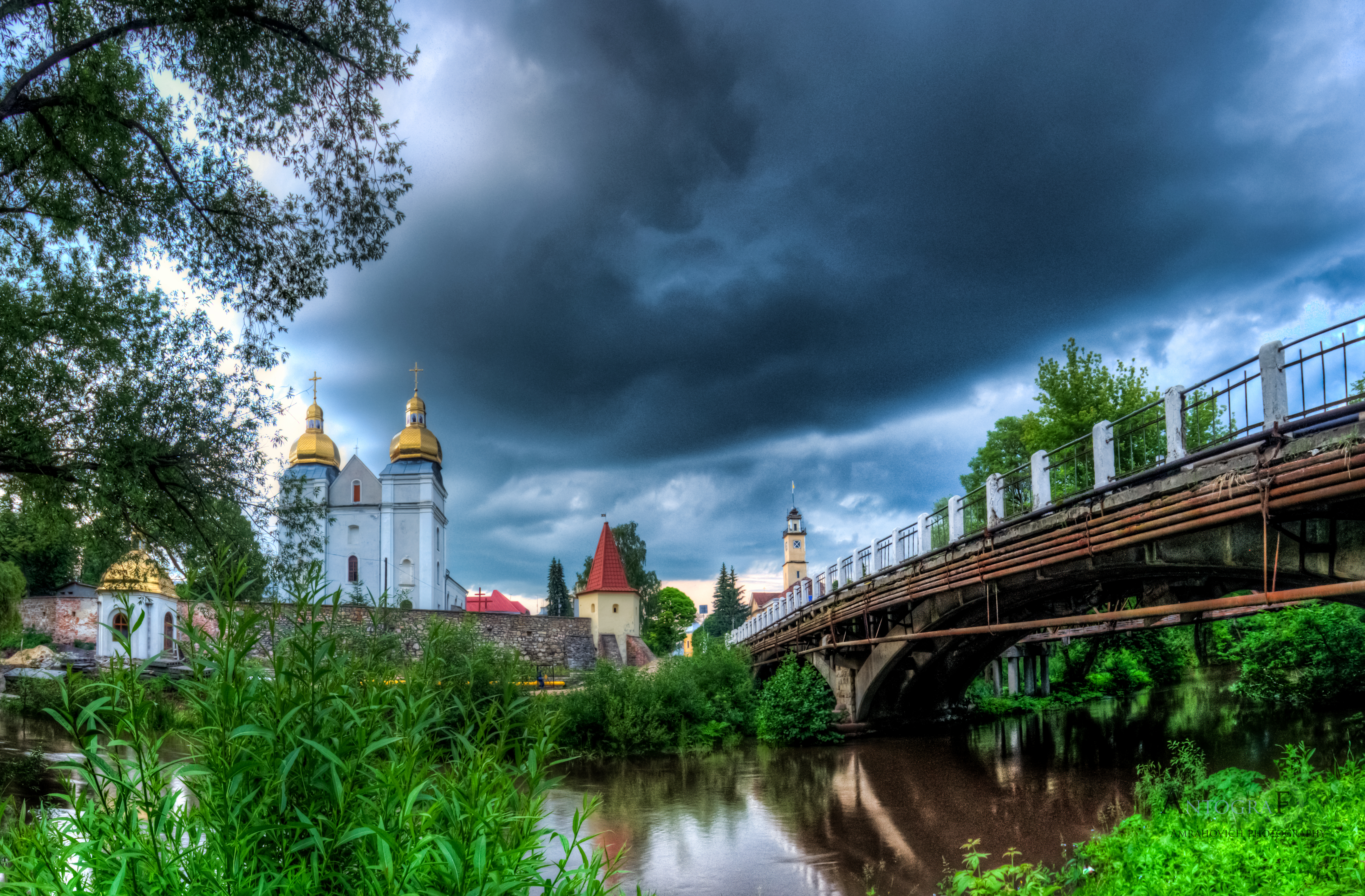
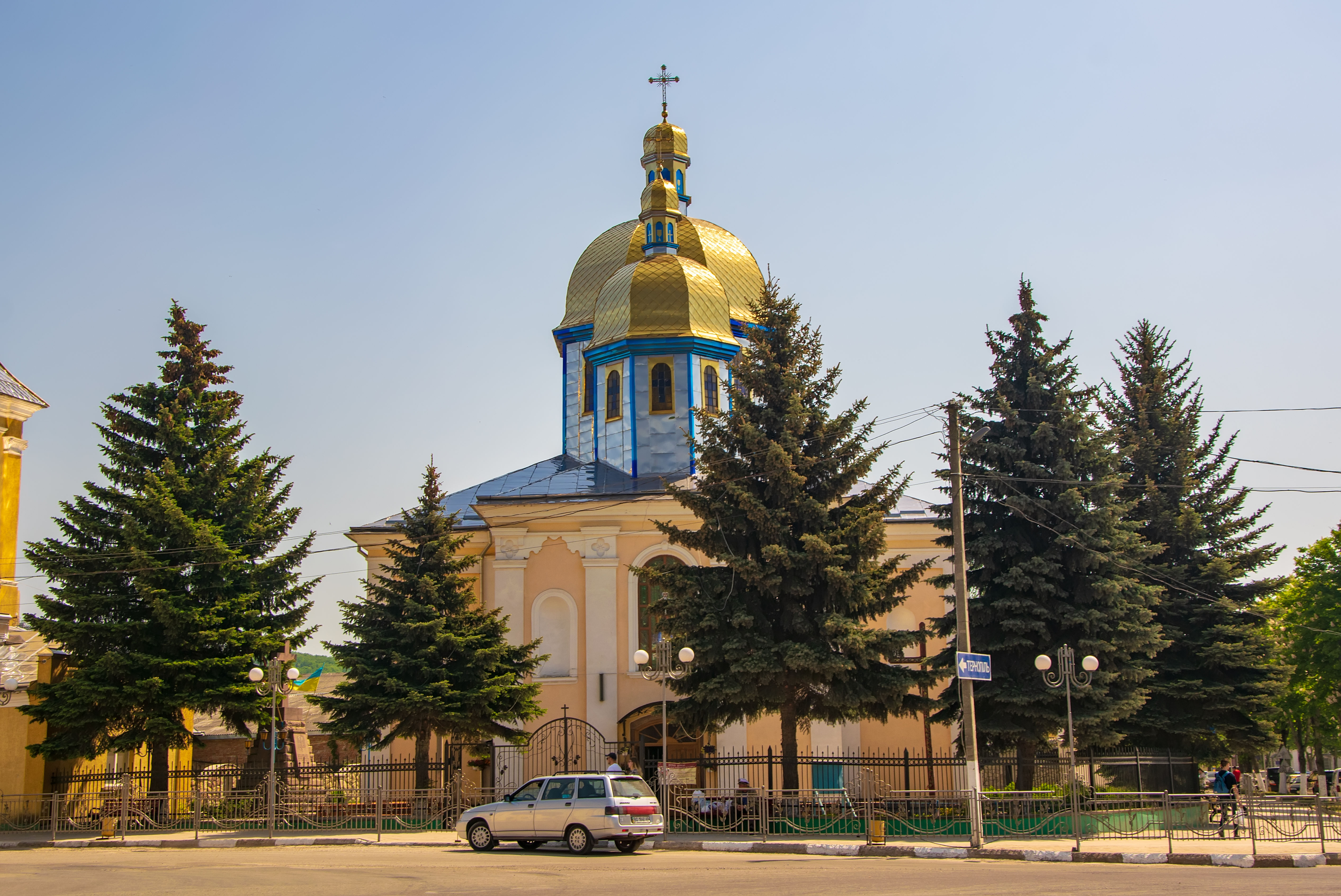
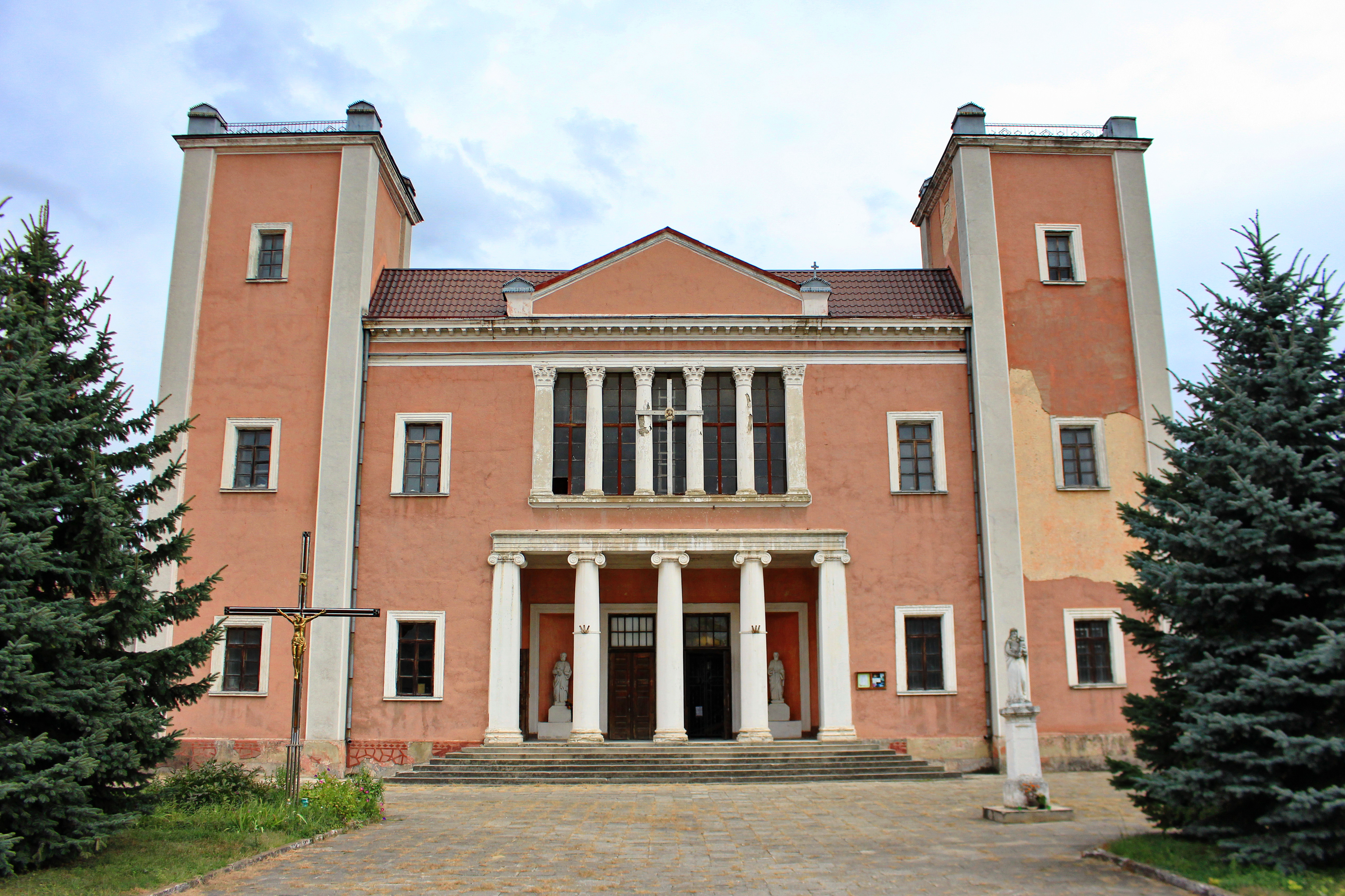
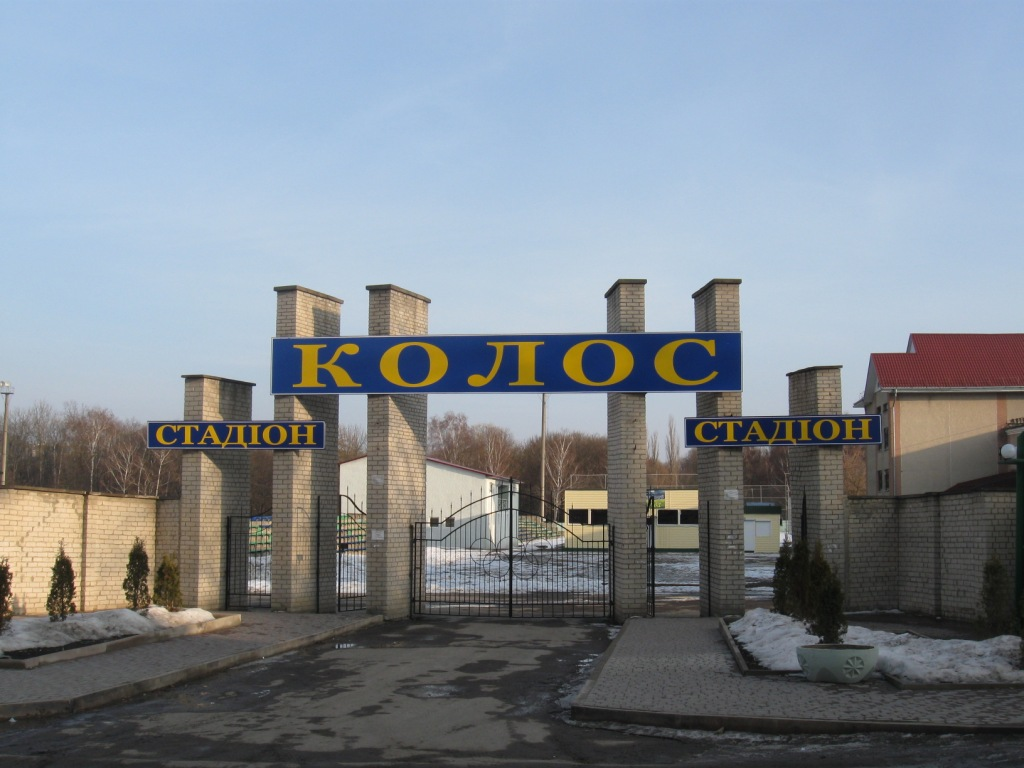
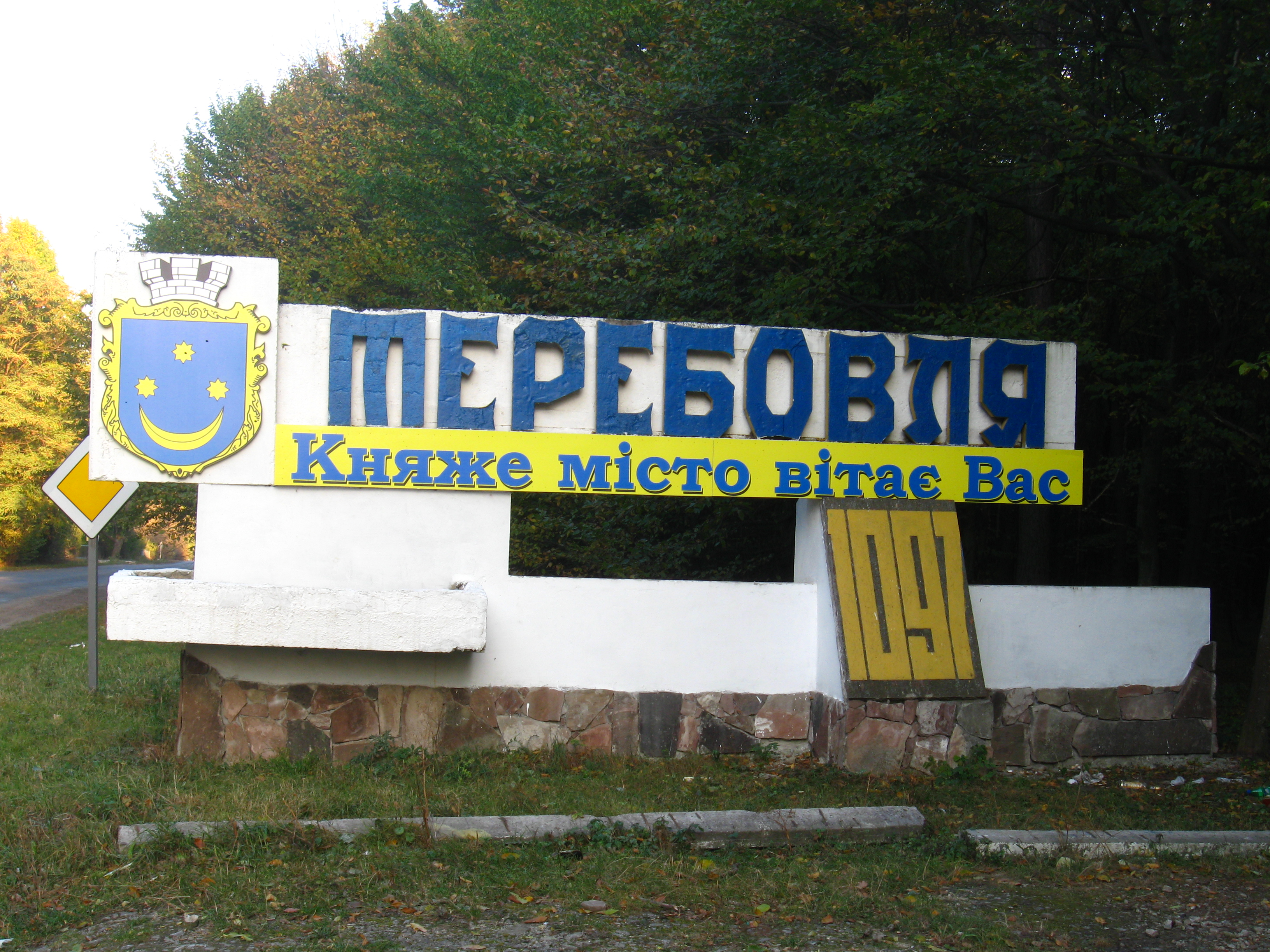
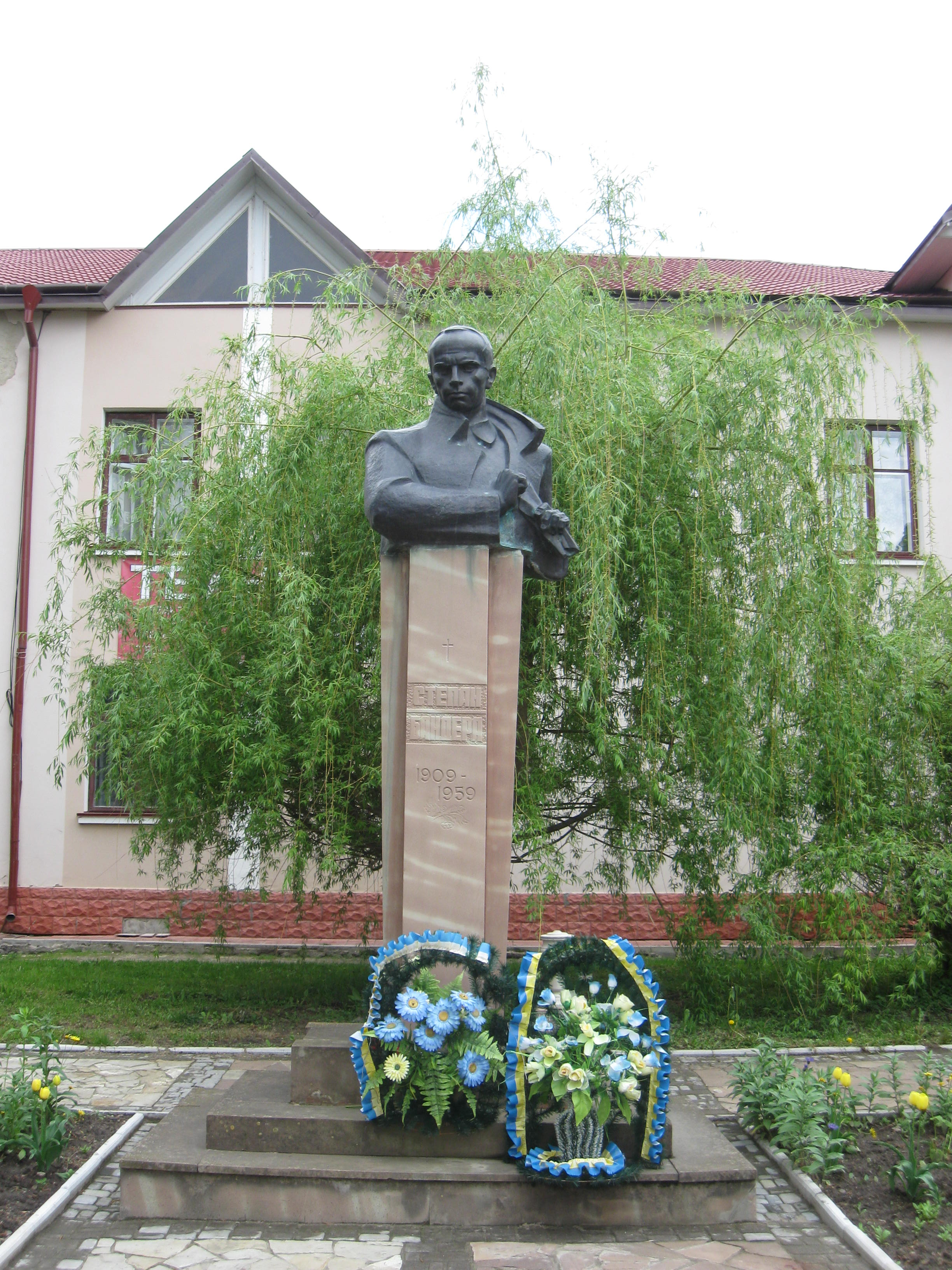

## 友好城市
- 波蘭 格但斯克旧城乡（波兰语：Starogard Gdański (gmina wiejska)）
- 波蘭 科瓦雷